# 小玉健吉
小玉 健吉（こだま けんきち、1920年（大正9年）1月25日 - 2005年（平成17年）7月6日）は、日本の科学者。工学博士。日本の酵母菌研究の第一人者で、特に森林微生物の収集と分類に取り組み、野生酵母の研究で知られる。北村匠海の親戚。

## 来歴
秋田県南秋田郡飯田川町（現・潟上市）出身。旧制秋田県立秋田中学校、旧制広島高等工業学校を経て、1942年（昭和17年）に大阪帝国大学工学部発酵工学科を卒業。
1943年（昭和18年）陸軍燃料本部技術研究所に配属され、発酵燃料の研究に従事した。最終階級は陸軍中尉。
戦後、生家の小玉合名会社（現・小玉醸造株式会社、創業：1879年（明治12年））に勤務。社内の研究所で自社製品である味噌・醤油・清酒のための酵母の研究に従事した。
定年退職後は、自宅内の個人研究室「小玉醸造株研究室」で、森林微生物の研究を継続。収集した微生物のサンプル数は世界有数の多さだったと言われる。1997年（平成9年）、世界遺産でもある白神山地(秋田県・青森県)の原生林の腐葉土の中から採取した酵母を、秋田県総合食品研究所との共同研究開発で選別・分離。その500株の中から、パンに適した4株を発見。さらに醗酵性・増殖性・保存性の高いものとして選んだ1株を「白神こだま酵母」と命名した。通常の酵母に比べて極めて耐冷性、発酵力に優れている。当初は新しい日本酒の開発のための酵母を探しに白神山地の調査に赴いたと言われる。
1970年代には、小玉醸造の清酒太平山のテレビCMに出演。

## 論文・寄稿文
- KENKICHI KODAMA, TADASHI KYONO, SHOJIRO KODAMA「TAXONOMIC STUDY ON THE GENUS PICHIA HANSEN (2)」『The Journal of General and Applied Microbiology』第8巻第1号、応用微生物学・分子細胞生物学研究奨励会、1962年、52-55頁、doi:10.2323/jgam.8.52、ISSN 0022-1260、NAID 130003458804。
- 小玉健吉「本邦の樹液から分離したPichia属の新種(ノート)[英文]」『醗酵工学雑誌』第53巻第8号、日本醗酵工学会(大阪大学工学部内)、1975年8月、p626-630、ISSN 03675963、NAID 110002856851。
- 苅谷泰弘, 木内律子, 三上尚美, 土井下仁美, 小玉健吉「福井県若狭地方の"サバなれずし"の特徴 漬け床およびすしの化学組成の変化と揮発成分の生成:漬け床およびすしの化学組成の変化と揮発成分の生成」『日本栄養・食糧学会誌』第43巻第1号、日本栄養・食糧学会、1990年、43-48頁、doi:10.4327/jsnfs.43.43、ISSN 0287-3516、NAID 130000853204。
- 角田潔和, 小泉武夫, 小玉健吉, 野白喜久雄「酵母の生産する菌体外プロテアーゼに関する研究 Ｉ プロテアーゼ生産酵母の検索と有効菌株の同定」『日本農芸化学会誌』第61巻第8号、日本農芸化学会、1987年、951-955頁、doi:10.1271/nogeikagaku1924.61.951、ISSN 0002-1407、NAID 130001229448。
- 小玉健吉「山廃酒母育成に関する一考察 (その一)」『日本釀造協會雜誌』第54巻第3号、日本醸造協会、1959年、138-142頁、doi:10.6013/jbrewsocjapan1915.54.138、ISSN 0369-416X、NAID 130004321899。
- 小玉健吉「最近における酵母分類学の諸問題-1-」『醗酵工学雑誌』第41巻第8号、日本醗酵工学会、1963年8月、ISSN 03675963、NAID 110002853943。
- 小玉健吉, 京野忠司, 小玉正次郎「7. 山癈酒母に関する研究(續報) : 雑菌群に就いて (其の1) 産膜酵母菌 (2)」『醗酵工學雑誌』第35巻第11号、大阪醸造學會、1957年、451頁、NAID 110002851470。
- 小玉健吉, 京野忠司, 市川邦介, 長西広輔「Debaryomyces属の分類に関する一考察-2-」『醗酵工学雑誌』第40巻第11号、日本醗酵工学会、1962年11月、ISSN 03675963、NAID 110002853384。
- 角田潔和, 小泉武夫, 小玉健吉, 野白喜久雄「224 多酸性酵母の検索と同定」『日本醗酵工学会大会講演要旨集』第60巻、日本醗酵工学会、1985年、52頁、NAID 110002901816。
- 小玉健吉, 京野忠司「本邦産有胞子性樹液酵母について」『醗酵工学雑誌』第52巻第1号、日本醗酵工学会、1974年1月、1-9頁、ISSN 03675963、NAID 110002856446。
- 小玉健吉, 京野忠司, 大村田稔, 池見元宏, 立花忠則「細菌を用いる精酒製造廃水の処理 Ｉ」『日本釀造協會雜誌』第76巻第4号、日本醸造協会、1981年、276-279頁、doi:10.6013/jbrewsocjapan1915.76.276、ISSN 0369-416X、NAID 130004324945。
- 西田三代, 角田潔和, 小泉武夫, 小玉健吉, 野白喜久雄「108 野生酵母による難分解物の資化について」『日本醗酵工学会大会講演要旨集』第58巻、日本醗酵工学会、1983年、13頁、NAID 110002903167。
- 小玉健吉, 京野忠司, 飯田謹一郎, 小野山直子「17. 酒母中の野生酵母に関する研究 (第2報)」『日本醗酵工学会大会講演要旨集』第39巻、日本醗酵工学会、1964年、74-75頁、NAID 110002899140。
- 小玉健吉「山廃酒母育成に関する一考察 (その二)」『日本釀造協會雜誌』第54巻第11号、日本醸造協会、1959年、770-773頁、doi:10.6013/jbrewsocjapan1915.54.770、ISSN 0369-416X、NAID 130004321850。
- 小玉健吉「ヨーロッパの酵母学者を訪ねて」『日本釀造協會雜誌』第60巻第5号、日本醸造協会、1965年、426-429頁、doi:10.6013/jbrewsocjapan1915.60.426、ISSN 0369-416X、NAID 130004109999。
- 小玉健吉「清酒酵母の学名について:最近の分類学的見地から」『日本釀造協會雜誌』第61巻第4号、日本醸造協会、1966年、318-319頁、doi:10.6013/jbrewsocjapan1915.61.318、ISSN 0369-416X、NAID 130004322887。
- 小玉健吉, 京野忠司, 市川邦介, 長西広輔「Debaryomyces属菌の分類に関する一考察-1-」『醗酵工学雑誌』第40巻第9号、日本醗酵工学会、1962年9月、ISSN 03675963、NAID 110002853645。
- 小玉健吉「酒造りに現われる野生酵母について:分類と生態学的見地から」『日本釀造協會雜誌』第61巻第8号、日本醸造協会、1966年、677-681頁、doi:10.6013/jbrewsocjapan1915.61.677、ISSN 0369-416X、NAID 130004322940。